# Llista d'alcaldes de Càceres

Escut de Càceres

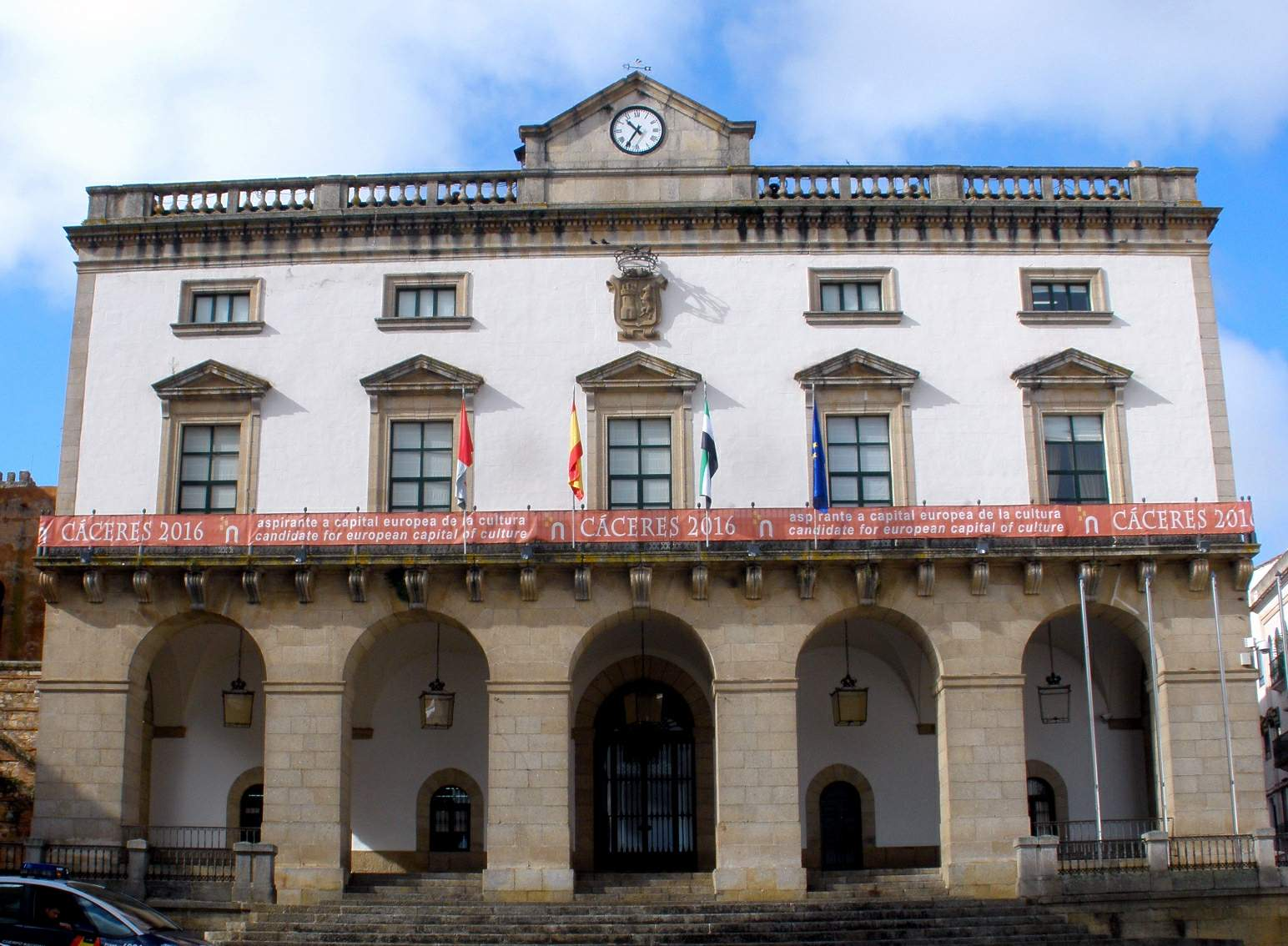
Ajuntament de Càceres.

Aquesta és la llista dels alcaldes de Càceres des de 1882 fins a l'actualitat:

## Restauració borbònica
- 1882 D. Lesmes Valhondo Carvajal
- 1882-1883 D. José Calaff Hurtado
- 1883-1884 D. Tomás García Pelayo y García Cañas
- 1884 D. Joaquín Cabrera Melgarejo
- 1885 D. Manuel Pérez Díaz
- 1885-1887 D. Antonio Quirós Díez
- 1887-1890 D. Tomás García Pelayo y García Cañas
- 1891-1892 D. Augusto Monje Jiménez
- 1892-1893 D. José Trujillo Lanuza
- 1894-1895 D. Jacinto Enciso de las Heras
- 1895-1897 D. Nicolás Carvajal Cabrero
- 1897 D. Juan Jacobo de la Riva García
- 1897-1898 D. José Trujillo Lanuza
- 1898 D. Tomás Muñoz y Muñoz
- 1899-1901 D. Juan Jacobo de la Riva García
- 1901-1902 D. Antonio Domínguez Crespo
- 1903 D. Juan Jacobo de la Riva García
- 1904-1905 D. José Elías Prats
- 1906-1907 D. Juan Muñoz y Fernández de Soria
- 1907-1909 D. José Elías Prats
- 1909 D. Juan Jacobo de la Riva García
- 1909-1910 D. Luis González Borreguero
- 1910-1914 D. José Acha Gutiérrez
- 1914-1916 D. Jerónimo Jacinto Carvajal Jiménez
- 1916-1917 D. Luis González Borreguero
- 1917-1918 D. Jerónimo Jacinto Carvajal Jiménez
- 1918-1920 D. Germán Rubio Andrada
- 1920 D. Gonzalo López-Montenegro y Carvajal
- 1920-1922 D. Luciano Mateos Villegas
- 1922-1923 D. Jerónimo Jacinto Carvajal Jiménez

## Dictadura deMiguel Primo de Rivera
- 1923-1924 D. Antonio Silva Núñez (Alcalde també durant 1934-1936)
- 1924 D. Juan Muñoz y Fernández de Soria
- 1924-1925 D. García Muñoz y Torres-Cabrera, comte de Canilleros
- 1925-1929 D. Arturo Aranguren Mifsut (Advocat)
- 1929-1930 D. Julio Gómez Muñoz
- 1930 D. José Blázquez Santos
- 1930-1931 D. Luis Pérez Córdoba

## Segona República Espanyola
- 1931-1937 D. Antonio Canales González (1931 a 1934 i en 1936)

## Dictadura deFrancisco Franco
- Manuel Plasencia Fernández -Alcalde provisional- (21-07-1936 fins al 02-08-1936)
- Luciano López Hidalgo -Capità d'Infanteria- (02-08-1936 fins a juny-1937)
- Narciso Maderal Vaquero -Cap de Negociat d'Hisenda- (juliol-1937 fins a desembre 1940)
- Manuel Villaroel Dato -Alcalde provisional- (¿-?)
- Hilario Muñoz Dávila (?-1945)
- Manuel García Tomé (1945-?)
- Francisco Elviro Meseguer (1949-1954)
- Luis Ordóñez Claro -Alcalde provisional- (1955-1960)
- Casto Gómez Clemente -Alcalde provisional-(¿-?)
- Alfonso Díaz de Bustamante (1963-1976)

## Transició
- Manuel López y López (1976-1979)

## Època democràtica
| Període      | Nom de l'alcalde/-essa                              | Partit polític | Data de possessió |
| ------------ | --------------------------------------------------- | -------------- | ----------------- |
| 1979 - 1983  | Luis González Cascos Manuel Domínguez Lucero (1980) | UCD            | 19/04/1979        |
| 1983 - 1987  | Juan Iglesias Marcelo                               | PSOE           | 28/05/1983        |
| 1987 - 1991  | Carlos Sánchez Polo                                 | PSOE           | 30/06/1987        |
| 1991 - 1995  | Carlos Sánchez Polo                                 | PSOE           | 15/06/1991        |
| 1995 - 1999  | José María Saponi Mendo                             | PP             | 17/06/1995        |
| 1999 - 2003  | José María Saponi Mendo                             | PP             | 03/07/1999        |
| 2003 - 2007  | José María Saponi Mendo                             | PP             | 14/06/2003        |
| 2007 - 2011  | Carmen Heras Pablo                                  | PSOE           | 16/06/2007        |
| 2011 - 2015  | Elena Nevado del Campo                              | PP-EU          | 11/06/2011        |
| 2015 - 2019  | n/d                                                 | n/d            | 13/06/2015        |
| 2019 - 2023  | n/d                                                 | n/d            | 15/06/2019        |
| Des del 2023 | n/d                                                 | n/d            | 17/06/2023        |